# بطولة الأندية الأوقيانية 2005
بطولة الأندية الأوقيانية 2005 (بالإنجليزية: 2005 Oceania Club Championships)‏ هو الموسم الرابع من دوري أبطال أوقيانوسيا. شارك فيه 13 فريقاً، وفاز باللقب سيدني إف سي الأسترالي على حساب ماجينتا الكاليدوني بنتيجة 1-0 في نهائي البطولة.